# Восточная малая мухоловка
Восточная малая мухоловка (лат. Ficedula albicilla) — вид перелётных птиц из семейства мухоловковых. Ранее считался подвидом малой мухоловки.

## Распространение
Гнездятся в северной Евразии от восточной части России до Сибири и Монголии. Зимой посещают страны Южной и Юго-Восточной Азии: Бангладеш, Бутан, Индию, Камбоджу, Лаос, Мьянму, Непал, Малайзию, Таиланд, Китай, Вьетнам и Японию.
Естественной средой обитания этих птиц является тайга. Изредка регистрируются залёты в Западную Европу.

## Описание
У самок верхние части тела коричневые, а хвост черноватый, но окаймлен белым. Нижние части тела преимущественно белые. Во время брачного периода у самцов горло окрашено в оранжево-красный цвет.

## Охранный статус
МСОП присвоил виду охранный статус LC.

## Галерея

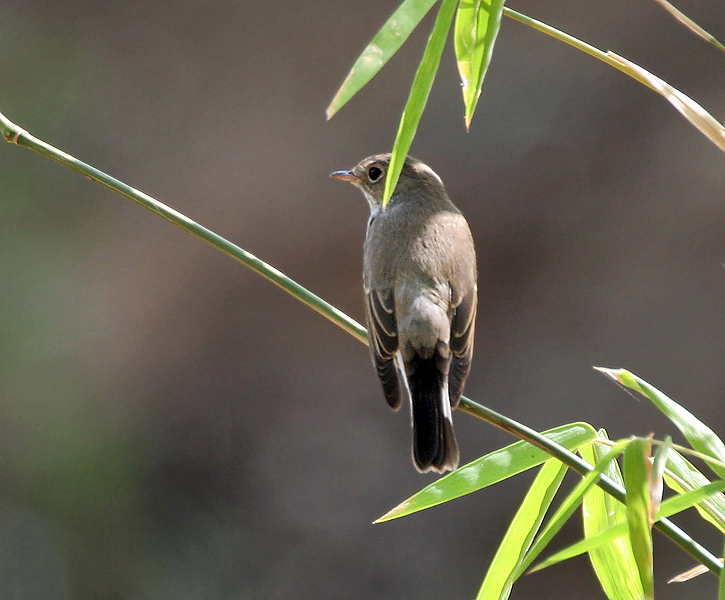
В Sindhrot в округе Вадодара штата Гуджарат, Индия
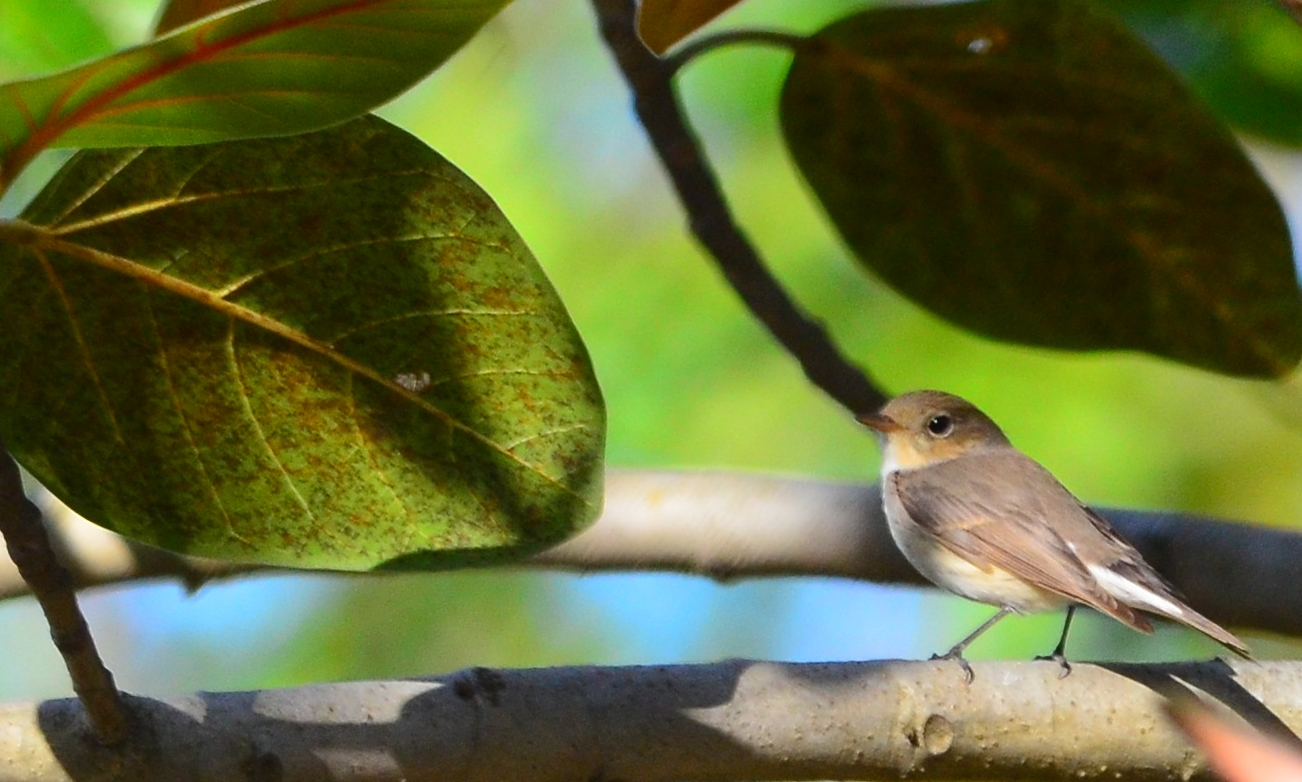
В Чандигархе, Индия
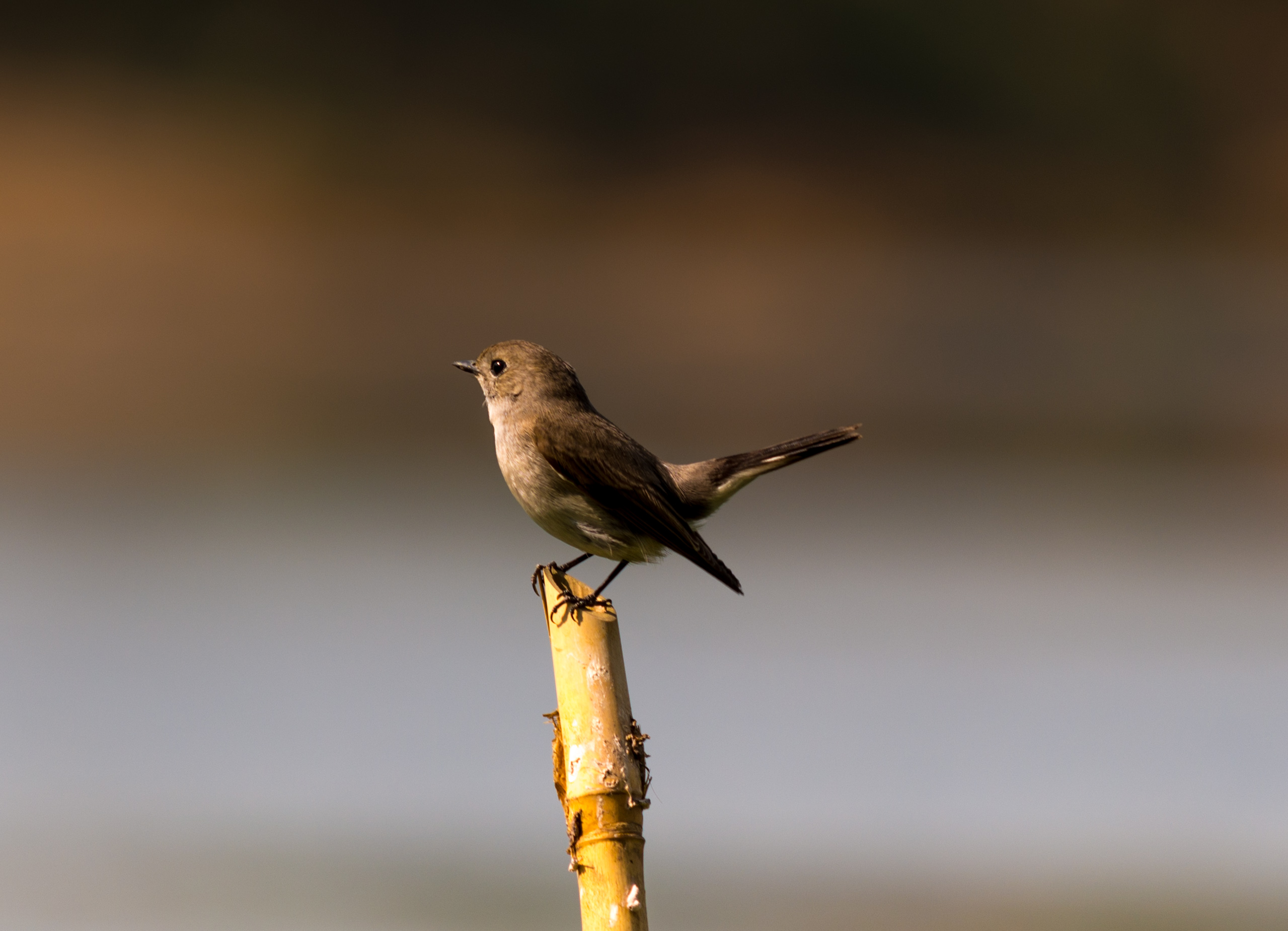
На озере Madobpur, Бангладеш
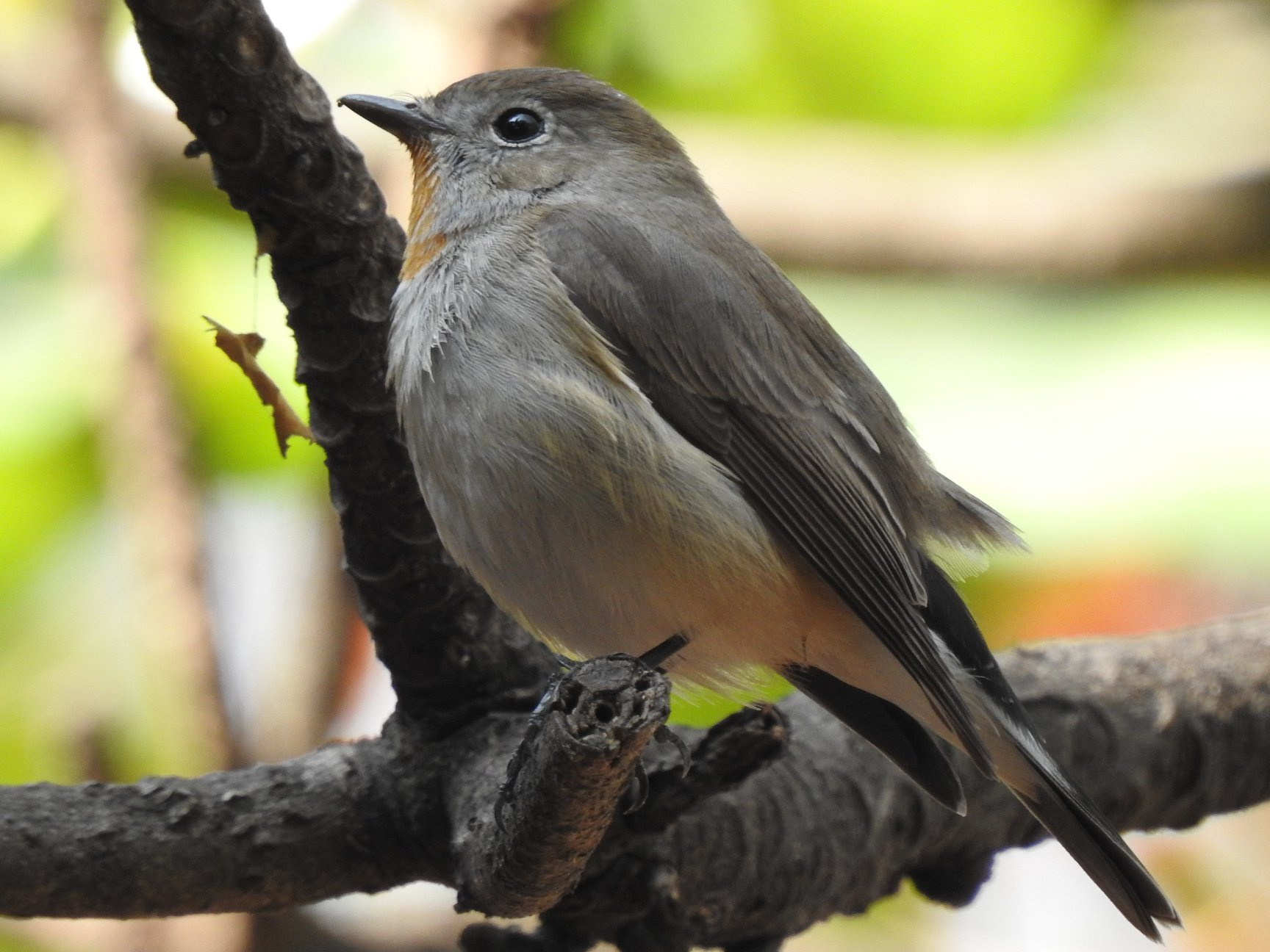
В Хайдерабаде, Индия
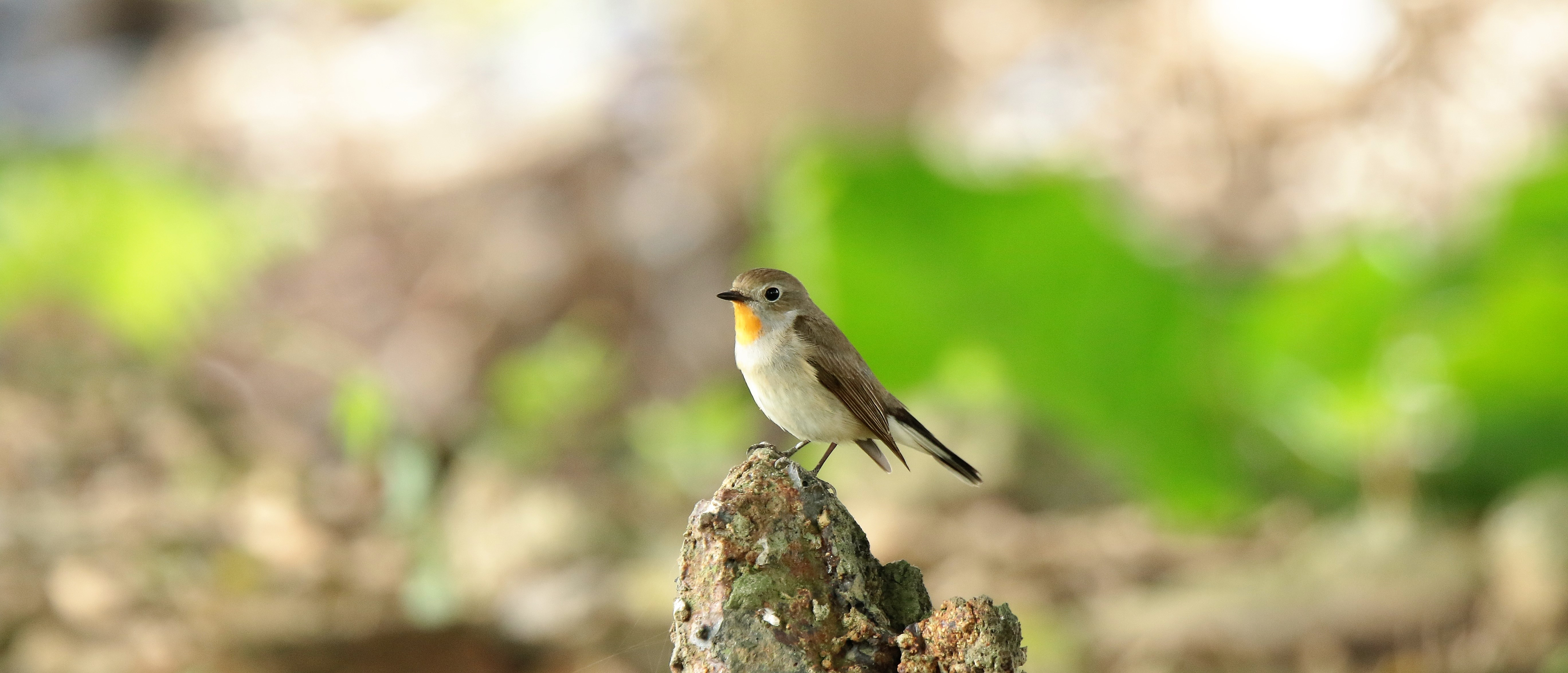
Самец
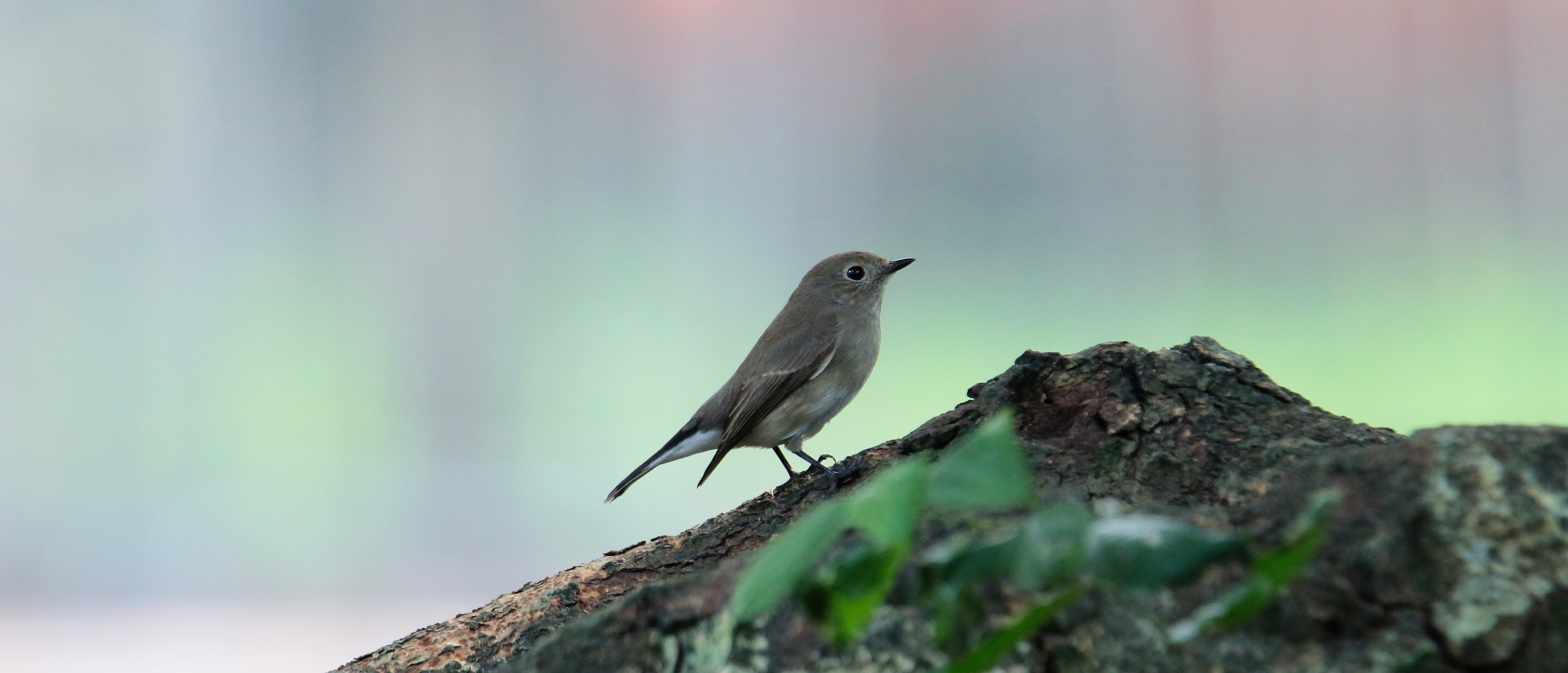
Самка